# اس‌ام یو-۳۱ (آلمان)
اس‌ام یو-۳۱ (آلمان) (به انگلیسی: SM U-31 (Germany)) یک زیردریایی بود که طول آن ۶۴٫۷۰ متر (۲۱۲٫۳ فوت) بود. این زیردریایی در سال ۱۹۱۴ ساخته شد.